# Атлантический гимантолоф
Атлантический гимантолоф (лат. Himantolophus groenlandicus) — вид лучепёрых рыб из семейства гимантолофовых.

## Описание

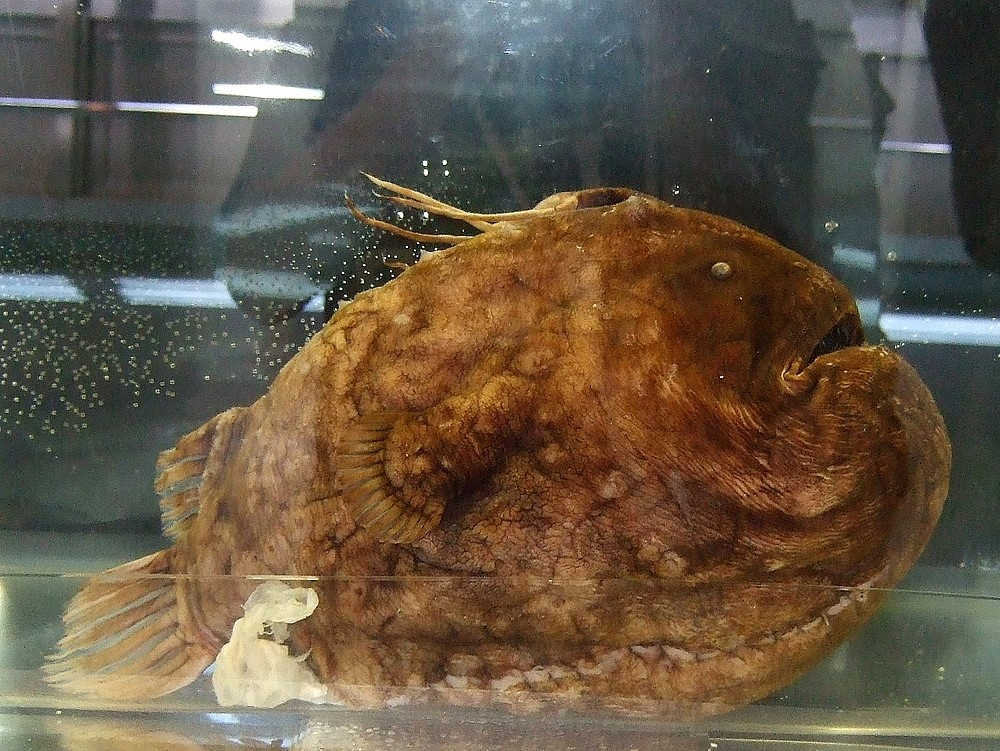
Самка

Ярко выражен половой диморфизм. У самок тело шарообразное, без чешуи, покрыто кожистыми шипиками. Голова большая с парой рогообразных шипов, глаза маленькие или совсем крошечные. Теменные кости отсутствуют. Рот большой, косой, достигает глаз. Нижняя челюсть толстая, выступает перед верхней челюстью. В жаберной перепонке 6 лучей. Зубы на челюстях короткие, тонкие и изогнутые. На сошнике зубов нет. Рыло тупое и короткое. Рыло и передняя часть нижней челюсти с многочисленными кожистыми бугорками, напоминающими по форме бородавки. На теле беспорядочно разбросаны костные пластины с костным шипом посередине. Колючий луч спинного плавника преобразован в толстый иллиций с эской, состоящей из многочисленных щупалец. Мягкая часть спинного плавника короткая с 5—6 лучами. В анальном плавнике четыре мягких луча, его основание короткое. Оба плавника сдвинуты к хвостовому плавнику. Боковая линия в форме маленьких бугорков. Самки достигают длины 60 см и массы 11 кг. Окраска варьируется от тёмно-коричневой до чёрной. Эска светящаяся со щупальцами белого цвета.
Самцы не известны.

## Ареал
Морская, глубоководная рыба, распространенная в тропических, субтропических и умеренных водах всех океанов.

## Биология
Являются хищником. Охотится в средних слоях воды, привлекая добычу с помощью «приманки» — эски. В состав рациона входят мелкие рыбы, ракообразные и кальмары. Взрослые рыбы живут на глубинах 830—1830 м. Молодь ловится у поверхности и на глубине 3000 м.